# Enrique Tiraboschi

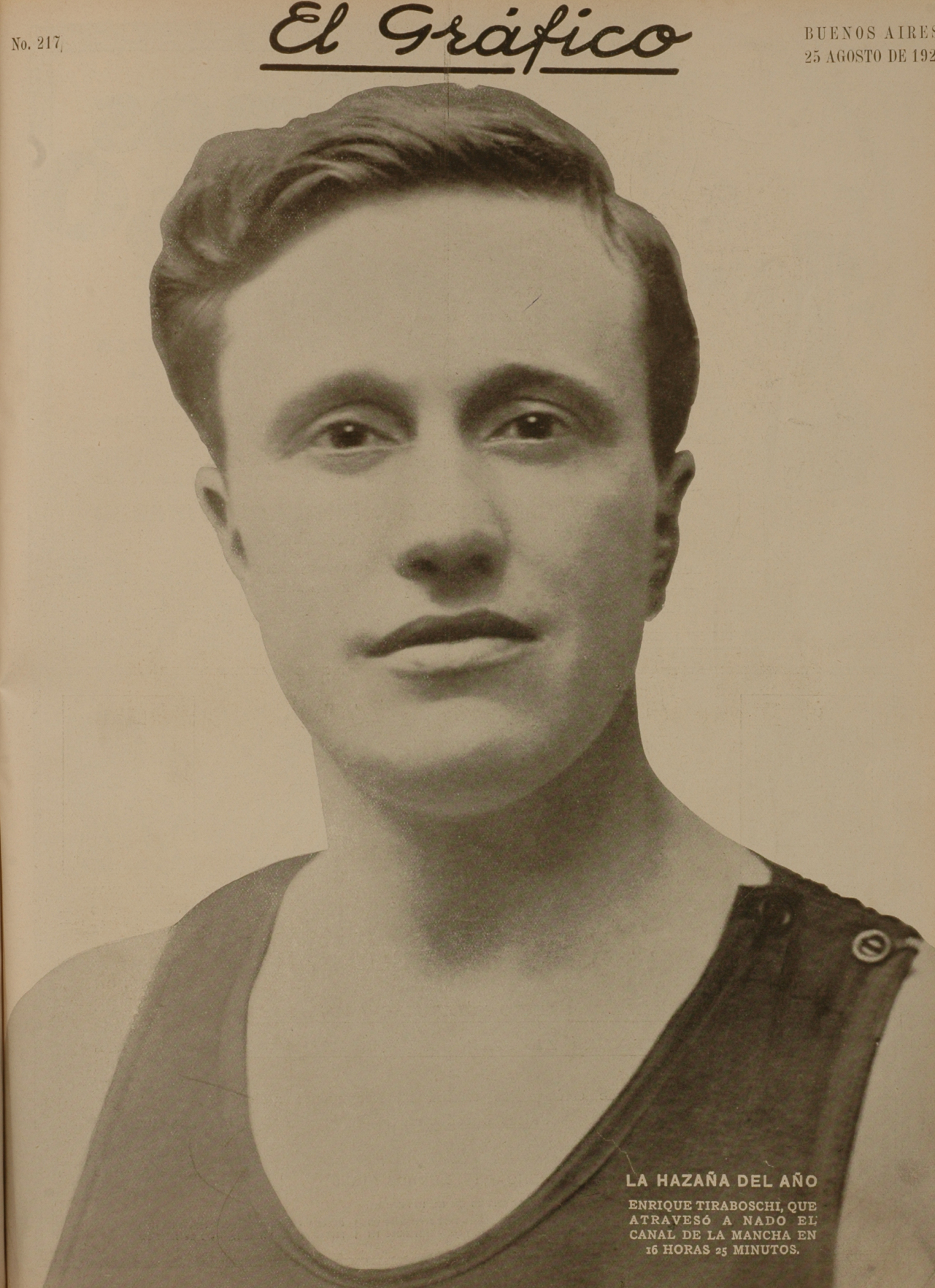
Tiraboschi en la tapa de El Gráfico, 1923.

Enrique Tiraboschi (nacido en 1887 - fallecido el 7 de febrero de 1948) fue un nadador argentino, conocido por recorrer grandes distancias en aguas abiertas.
El 13 de marzo de 1919 intentó nadar el Río de la Plata, el río más ancho del mundo, pero abandonó cuando le restaban 5 kilómetros para completar la travesía.
El 13 de agosto de 1923 cruzó el Canal de la Mancha en un tiempo de 16 horas y 23 minutos, siendo el 4º nadador en completar dicha gesta, y rebajando en más de 5 horas el récord hasta entonces establecido. Además, fue el primero en realizar la ruta desde Francia hacia Inglaterra. Su récord se mantuvo imbatido tres años, hasta que la nadadora Gertrude Ederle consiguió rebajarlo en casi dos horas.
Tiraboschi fue profesor de natación en Argentina, intentando satisfacer su objetivo de que todo el mundo aprendiera a nadar.